# Dheepan - Una nuova vita
Dheepan - Una nuova vita (Dheepan) è un film del 2015 diretto da Jacques Audiard, parzialmente ispirato a Lettere persiane di Montesquieu e vincitore della Palma d'oro al Festival di Cannes 2015.

## Trama
Sivadhasan è un combattente delle Tigri Tamil alla fine della guerra civile dello Sri Lanka. Alla conclusione del conflitto, le Tigri sono sconfitte e Sivadhasan è costretto a spostarsi in un campo profughi, e lì decide di emigrare in Francia per tentare di farsi una nuova vita. Ma per ottenere l'asilo politico ha bisogno di una storia di copertura convincente.  Gli viene dato il passaporto di un morto, Dheepan Natarajan, e a lui si aggregano una giovane donna, Yalini, e un'orfana di 9 anni, Illayaal. I tre fingono di essere marito, moglie e figlia, e la presunta famiglia si imbarca per la Francia.
Nel nuovo paese, Sivadhasan ottiene un lavoro come custode in una banlieue nei pressi di Parigi. Qui, nonostante si conoscano a malapena, i tre cercano di costruire una vita insieme e di divenire quella famiglia che fingono di essere.
Il complesso residenziale in cui sono capitati è impoverito e degradato, e controllato da bande di trafficanti di droga, e per i tre anche la nuova casa si rivela essere un luogo infestato da violenza e conflitti. Le sparatorie tra le bande rivali terrorizzano Yalini e Illayaal, che tentano di adattarsi ai loro ruoli di madre e figlia. Yalini è spinta ad accettare un lavoro come badante del padre del capo di una delle gang. Sivadhasan svolge i suoi compiti con impegno nonostante il caos che lo circonda, ma finisce con l'essere coinvolto negli scontri. Nel pieno di una intensa sparatoria, l'istinto di soldato di Sivadhasan riemerge: da solo stermina una intera gang armato di una pistola, un machete e un cacciavite, e recupera Yalini illesa dall'appartamento dove il capobanda e il padre sono stati uccisi. Alla fine i tre riescono a emigrare in Inghilterra dove riescono a trovare la pace.

## Distribuzione
Il film è stato presentato in anteprima alla 68ª edizione del Festival di Cannes il 21 maggio 2015.

## Riconoscimenti
- 2015 - Festival di Cannes
  - Palma d'oro a Jacques Audiard
- 2016 - Premio César
  - Candidatura a Miglior film
  - Candidatura a Miglior regia a Jacques Audiard
  - Candidatura a Miglior attore protagonista a Antonythasan Jesuthasan
  - Candidatura a Miglior attore non protagonista a Vincent Rottiers
  - Candidatura a Miglior sceneggiatura originale a Jacques Audiard, Thomas Bidegain e Noé Debré
  - Candidatura a Miglior fotografia a Eponine Momenceau
  - Candidatura a Miglior montaggio a Juliette Welfling
  - Candidatura a Miglior scenografia a Michel Barthélémy
  - Candidatura a Miglior sonoro a Daniel Sobrino, Valérie Deloof e Cyril Holtz
- 2017 - British Academy Film Awards
  - Candidatura a Miglior film straniero (Francia)